# إسوف بارو
إسوف بارو (بالفرنسية: Issouf Paro)‏ (مواليد 16 أكتوبر 1994) هو كرة قدم بوركينابي محترف، يلعب مع النادي الجنوب أفريقي سانتوس كمدافع.

## مسيرته
ولد إسوف في بوبوديولاسو، ولعب لصالح ناديي إيتوال فيلانتي واغادوغو وسانتوس.
لعب أولى مبارياته الدولية مع منتخب بوركينا فاسو لكرة القدم عام 2015، كما كان في قائمة المنتخب المشارك في كأس الأمم الأفريقية لكرة القدم 2017.

## روابط خارجية
- إسوف بارو على موقع قاعدة بيانات كرة القدم.إي يو (الإنجليزية)
- إسوف بارو على موقع ناشيونال فوتبول تيمز (الإنجليزية)
- إسوف بارو على موقع Soccerway.com (الإنجليزية)